# Hannisholm (halvö i Satakunta)
Hannisholm (fi: Hanhinen) är en halvö i Finland. Den ligger i Raumo i landskapet Satakunta, i den sydvästra delen av landet, 220 km nordväst om huvudstaden Helsingfors.